# Куп Србије у ватерполу 2012/13.
Куп Србије у ватерполу 2012/13. је седмо такмичење организовано под овим називом од стране Ватерполо савеза Србије. Финални турнир је одржан 12. и 13. јануара 2013. године у Београду, а сви мечеви су одиграни на базену СЦ Бањица.

## Учесници
Према пропозицијама право наступа на финалном турниру Купа Србије имају четири првопласиране екипе из првог дела сезоне Прве А лиге Србије. Након одиграних првих осам кола сезоне 2012/13. стање на табели било је следеће:
|  | М | Клуб                | Одиг. | Поб. | Нер. | Пор. | ГД  | ГП | ГР  | Бод. |
|  | - | ------------------- | ----- | ---- | ---- | ---- | --- | -- | --- | ---- |
|  | 1 | Црвена звезда       | 8     | 8    | 0    | 0    | 92  | 37 | +55 | 24   |
|  | 2 | Раднички Крагујевац | 8     | 7    | 0    | 1    | 139 | 42 | +97 | 21   |
|  | 3 | Партизан Рајфајзен  | 8     | 6    | 0    | 2    | 103 | 37 | +66 | 18   |
|  | 4 | Војводина           | 8     | 4    | 0    | 4    | 78  | 61 | +17 | 12   |

## Полуфинале
| 12. јануар 2013. 18:00 | Детаљи | Раднички Крагујевац                          | 10 : 11 | Партизан Рајфајзен | СЦ Бањица, Београд Гледалаца: 1 500 Судије: Голијанин, Стефановић |
| 12. јануар 2013. 18:00 | Детаљи | Резултати по четвртинама: 1-2, 3-3, 3-3, 3-3 |         |                    | СЦ Бањица, Београд Гледалаца: 1 500 Судије: Голијанин, Стефановић |
| 12. јануар 2013. 18:00 | Детаљи | Бурић 3                                      | Стрелци | Мандић, Митровић 3 | СЦ Бањица, Београд Гледалаца: 1 500 Судије: Голијанин, Стефановић |

| 12. јануар 2013. 20:00 | Детаљи | Црвена звезда                                | 12 : 7  | Војводина    | СЦ Бањица, Београд Гледалаца: 1 000 Судије: Балажевић, Путниковић |
| 12. јануар 2013. 20:00 | Детаљи | Резултати по четвртинама: 3-1, 4-2, 2-1, 3-3 |         |              | СЦ Бањица, Београд Гледалаца: 1 000 Судије: Балажевић, Путниковић |
| 12. јануар 2013. 20:00 | Детаљи | Прлаиновић 4                                 | Стрелци | Максимовић 2 | СЦ Бањица, Београд Гледалаца: 1 000 Судије: Балажевић, Путниковић |

## Финале
| 13. јануар 2013. 19:00 | Детаљи | Црвена звезда                                                | 9 : 8   | Партизан Рајфајзен | СЦ Бањица, Београд Гледалаца: 2 000 Судије: Голијанин, Ћирић |
| 13. јануар 2013. 19:00 | Детаљи | Резултати по четвртинама: 2-2, 3-0, 2-3, 1-3 Продужетак: 1-0 |         |                    | СЦ Бањица, Београд Гледалаца: 2 000 Судије: Голијанин, Ћирић |
| 13. јануар 2013. 19:00 | Детаљи | Аврамовић 3                                                  | Стрелци | Митровић, Ћук 2    | СЦ Бањица, Београд Гледалаца: 2 000 Судије: Голијанин, Ћирић |

| Победник Купа Србије у ватерполу 2012/13. |
| ----------------------------------------- |
| ВК Црвена звезда 1. титула                |